# Embilipitiya
Embilipitiya ist eine Gemeinde (Urban Council) in Sri Lanka mit 36.712 Einwohnern (2012). Sie liegt in der Provinz Sabaragamuwa im Süden des Landes.

## Lage
Die Stadt befindet sich nahe dem Udawalawe-Nationalpark im Süden der Provinz Sabaragamuwa im Distrikt Ratnapura.

## Geschichte
Bis in die 1970er Jahre war der Ort nur ein kleines Dorf mit einigen Läden. Durch bessere Verkehrsanbindung, die Errichtung von Bildungseinrichtungen und Wirtschaftsförderung wuchs eine geschäftige Kleinstadt heran.